# Makoto Shinkai
Makoto Shinkai  (新海誠?, Shinkai Makoto), pseudonimo di Makoto Niitsu (新津誠?, Niitsu Makoto; Nagano, 9 febbraio 1973), è un animatore, regista e scrittore giapponese.

## Biografia
Dopo aver frequentato la facoltà di letteratura giapponese all'università, decide di dedicarsi alla sua passione giovanile per quegli anime, manga e romanzi che ha amato dalle scuole medie, creando completamente da solo le sue opere. A partire da 5 cm al secondo, comunque, si avvale dell'aiuto di un pur minimo staff, mantenendo comunque il controllo totale sia del lato artistico sia tecnico dell'opera che sta realizzando.
Shinkai è un grande appassionato delle opere di Hayao Miyazaki (in particolare del film Laputa - Castello nel cielo), tanto che alcune riviste di settore lo identificano come suo erede artistico. In un'intervista ha dichiarato che probabilmente i libri di Haruki Murakami, di cui è un grande fan, hanno influenzato il suo stile narrativo.
Shinkai dopo l'università inizia a lavorare come grafico per la Falcom, una società di videogiochi, in quel periodo realizza la sua prima opera, Lei e il gatto, un cortometraggio animato del 1999 filmato in bianco e nero. L'OAV mostra la giornata di un gatto e della sua giovane padrona vista dagli occhi dell'animale. Quest'opera di debutto ha conquistato diversi premi internazionali nella sua categoria, come il gran premio del DoGA CG Animation del 2000.
Dopo aver vinto il premio Grand Prize, Shinkai iniziò a pensare a un seguito mentre continuava a lavorare come disegnatore per la compagnia di videogiochi Falcom. Qualche mese dopo, nel giugno del 2000, Shinkai ebbe l'ispirazione per La voce delle stelle (ほしのこえ?, Hoshi no koe), disegnando una ragazza in un pozzo che afferra un cellulare. Qualche tempo dopo venne messo sotto contratto da Mangazoo, che gli offrì di lavorare con lui, sovvenzionandolo cosicché potesse trasformare la sua idea in un anime che potesse essere venduto. Nel maggio 2001 Shinkai lasciò il suo lavoro alla Falcom per iniziare a lavorare a Voices of a Distant Star. In un'intervista Shinkai ha dichiarato che la produzione prese attorno ai sette mesi di "vero lavoro".
A La voce delle stelle seguì il film di 90 minuti Oltre le nuvole, il luogo promessoci (雲のむこう、約束の場所?, Kumo no mukō, yakusoku no basho), che venne distribuito in tutto il Giappone il 20 novembre 2004, ricevendo critiche positive, premi e riconoscimenti.
Il successivo progetto di Shinkai fu 5 cm al secondo (秒速5センチメートル?, Byōsoku go senchimētoru), che ebbe la première il 3 marzo 2007. Il film consiste in tre cortometraggi intitolati Ōkashō, Cosmonaut e 5 Centimeters per Second. La durata totale è di circa un'ora. Nel settembre del 2007 venne realizzato uno spot televisivo per il principale quotidiano di Nagano, Shinano Mainichi Shinbun, animato da Makoto Shinkai.
Parallelamente ai propri progetti individuali, Shinkai lavora come assistente all'animazione di visual novel per la Minori.
Shinkai trascorse il 2008 a Londra, riposandosi dopo il completamento di 5 cm al secondo. Tornò in Giappone nel 2009 per iniziare a lavorare sul suo progetto successivo. Pubblicò due disegni concettuali per questo film nel dicembre del 2009. Shinkai constatò che questo film sarebbe stato il suo più lungo film d'animazione fino ad allora e descrisse la storia come un "vivace" film animato con avventura, azione e romanticismo, incentrato su una ragazza allegra e briosa in un viaggio per dire "addio". Nel novembre 2010, rivelò che il suo futuro lavoro (oggi conosciuto in Italia come Viaggio verso Agartha) si sarebbe intitolato "Children Who Chase Lost Voices" invece che "Deep Below". Un teaser trailer venne distribuito il 9 novembre e il film fu distribuito il 7 maggio 2011.
I suoi lavori successivi furono Someone's Gaze (だれかのまなざし?, Dareka no Manazashi) proiettato per la prima volta il 10 febbraio 2013 e Il giardino delle parole (言の葉の庭?, Kotonoha no niwa) distribuito il 31 maggio dello stesso anno.
Il film Your Name. (君の名は。?, Kimi no na wa.), distribuito il 26 agosto 2016, è stato riconosciuto dalla critica con acclamazione, lodato per la sua animazione e l'impatto emozionale ed è stato inoltre un successo commerciale, diventando il quarto film con l'incasso più alto di tutti i tempi in Giappone e, a partire dal 16 gennaio 2017, il film anime con l'incasso più alto di tutti i tempi sorpassando La città incantata (千と千尋の神隠し?, Sen to Chihiro no kamikakushi) di Hayao Miyazaki.
Nel 2019 prende parte alla realizzazione del film Weathering with You (Tenki no ko), distribuito in Giappone dal 19 luglio dello stesso anno, il quale contiene riferimenti al film Your Name. In Italia questo film venne proiettato dal 14 al 16 ottobre 2019.
Il 15 dicembre 2021 ha rivelato di essere al lavoro su un nuovo film, Suzume (すずめの戸締まり Suzume no Tojimari?), uscito nelle sale giapponesi l'11 novembre 2022.

## Filmografia

### Regista

#### Cinema
- Oltre le nuvole, il luogo promessoci (雲のむこう、約束の場所?, Kumo no mukō, yakusoku no basho) (2004)
- 5 cm al secondo (秒速5センチメートル?, Byōsoku go senchimētoru) (2007)
- Viaggio verso Agartha (星を追う子ども?, Hoshi o ou kodomo) (I bambini che inseguono le stelle) (2011)
- Il giardino delle parole (言の葉の庭?, Kotonoha no Niwa) (2013)
- Your Name. (君の名は。?, Kimi no na wa.) (2016)[3]
- Weathering with You (天気の子?, Tenki no ko) (2019)
- Suzume (すずめの戸締まり?, Suzume no Tojimari) (2022)

#### Cortometraggi
- The World be Enclosed (囲まれた世界?, Kakomareta sekai) (1998)
- Other Worlds (遠い世界?, Tooi Sekai) (1998)
- Lei e il gatto (彼女と彼女の猫?, Kanojo to Kanojo no Neko) (1999)
- La voce delle stelle (ほしのこえ?, Hoshi no Koe) (2002)
- Egao (みんなのうた「笑顔」?, Minna no Uta "Egao") (2003)
- Someone's Gaze (だれかのまなざし?, Dareka no Manazashi) (2013)
- Cross Road (クロスロード?, Kurosurōdo) (2014)

#### Videogiochi (intro)
- The Legend of Heroes III: Song of the Ocean (英雄伝説V 海の檻歌?, Kumo no mukō, yakusoku no basho) (1999)
- Ys II Eternal (2000)
- Bittersweet Fools (ビタースウィート フールズ?) (2001)
- Wind: A Breath of Heart (ウインド ア ブレス オブ ハート?) (2002)
- Haru no Ashioto (はるのあしおと?) (2004)
- Ef: A Fairy Tale of the Two (エフ ア フェアリー テイル オブ ザ トゥー?) (2006-2008)

### Sceneggiatore

#### Cinema
- Oltre le nuvole, il luogo promessoci (雲のむこう、約束の場所?, Kumo no mukō, yakusoku no basho) (2004)
- 5 cm al secondo (秒速5センチメートル?, Byōsoku go senchimētoru) (2007)
- Viaggio verso Agartha (星を追う子ども?, Hoshi o ou kodomo) (2011)
- Il giardino delle parole (言の葉の庭?, Kotonoha no Niwa) (2013)
- Your Name. (君の名は。?, Kimi no na wa.) (2016)
- Weathering with You (天気の子?, Tenki no ko) (2019)
- Suzume (すずめの戸締まり?, Suzume no Tojimari) (2022)

#### Televisione
- Ani*Kuri 15 (アニ＊クリ15?) – serie TV, episodio 3x01 (2007)
- Kanojo to Kanojo no Neko: Everything Flows – miniserie TV, 4 episodi (2016)

#### Cortometraggi
- Lei e il gatto (彼女と彼女の猫?, Kanojo to Kanojo no Neko) (1999)
- La voce delle stelle (ほしのこえ?, Hoshi no Koe) (2002)
- Someone's Gaze (だれかのまなざし?, Dareka no Manazashi) (2013)
- Cross Road (クロスロード?, Kurosurōdo) (2014)

## Pubblicazioni

### Romanzi
- 5 cm al secondo (2007)
- Il giardino delle parole (2014), Edizioni BD, 2017, ISBN 978-88-6883-997-0
- Your name (Kimi no na wa, 2016), Edizioni BD, 2017, ISBN 978-88-6883-979-6
- Your name. Another side: earth bound (2016), Edizioni BD, 2018, ISBN 978-88-3275-037-9
- Weathering with you (2019), Edizioni BD, 2019, ISBN 978-88-3490-075-8
- Suzume (2022), Edizioni BD, 2023, ISBN 978-88-3491-846-3

### Libri illustrati
- Slug (1994)

### Manga
- Beyond the Tower (2002)
- La voce delle stelle (2004), illustrazioni di Mizu Sahara, Star Comics, 2015, ISBN 978-88-6920-460-9
- Il luogo promesso nei nostri primi giorni (2006)
- 5 cm al secondo (2010–11), illustrazioni di Yukiko Seike, Star Comics, 2015, ISBN 978-88-6920-374-9 e ISBN 978-88-6920-432-6
- Bambini che inseguono le voci perdute dal profondo (2011)
- Il giardino delle parole (2013), illustrazioni di Midori Motohashi, Star Comics, 2015, ISBN 978-88-6920-289-6
- Your Name (2016), illustrazioni di Ranmaru Kotone, Edizioni BD, 2017, ISBN 978-88-6883-993-2 e ISBN 978-88-6883-995-6
- Il ragazzo di Agartha. I bambini che inseguono le stelle, con Asahi Hidaka, Star Comics, 2016, ISBN 978-88-6920-926-0
- Viaggio verso Agartha. I bambini che inseguono le stelle, con Tomoko Mitani, Star Comics, 2016, ISBN 978-88-6920-916-1
- Weathering with You (2019), con Wataru Kubota, Star Comics, 2020-2021, ISBN 978-88-2262-050-7, ISBN 978-88-2262-055-2 e ISBN 978-88-2262-219-8

### Illustrazioni per romanzi
- Arata Kano, Oltre le nuvole, Edizioni BD, 2020, ISBN 978-88-3490-266-0
- Naruki Nakagawa, Lei e il suo gatto, Einaudi, 2022, ISBN 978-88-0624-793-5

## Riconoscimenti
- Golden Globe
  - 2024 – Candidatura al miglior film d'animazione per Suzume
- Annie Award
  - 2017 – Candidatura per la miglior regia in un film d'animazione per Your Name.[4]
  - 2020 – Candidatura per la miglior sceneggiatura in un film d'animazione per Weathering With You[5]
  - 2020 – Candidatura per la miglior regia in un film d'animazione per Weathering With You